# Шърбърн (окръг, Минесота)
Окръг Шърбърн (на английски: Sherburne County) е окръг в щата Минесота, Съединени американски щати. Площта му е 1168 km², а населението - 64 417 души (2000). Административен център е град Елк Ривър.